# Necydalis barbarae
Necydalis barbarae är en skalbaggsart som beskrevs av Rivers 1890. Necydalis barbarae ingår i släktet stekelbockar, och familjen långhorningar. Inga underarter finns listade i Catalogue of Life.